# 魏滿
魏满（?—?），字叔牙。南阳郡（今河南省南阳市）人。东汉名士。
魏满学习京氏《易》，施氏易是西汉京房所创立的学派。魏满和戴凭成为施氏《易》重要传人，教授弟子。汉明帝永平年间，官至弘农郡太守，魏满没有关于《易经》的著作传世。

## 延伸阅读
[在维基数据编辑]
 《後漢書/卷79上》，出自范晔《後漢書》